# Luis María Delgado
Luis María Delgado (Madrid, 12 settembre 1926 – Celorio, 11 luglio 2007) è stato un regista e sceneggiatore spagnolo.

## Biografia
Figlio del regista Fernando Delgado e nipote di Sinesio Delgado, il fondatore della Sociedad General de Autores y Editores. Fin da giovane si è interessato al cinema, abbandonando gli studi di filosofia e lettere. Ha lavorato come regista dagli anni '50 fino all'inizio degli anni '90.

## Filmografia

### Regista

#### Cinema
- Il desiderio e l'amore (Le désir et l'amour), co-regia di Henri Decoin (1952)
- Aquel hombre de Tánger, co-regia di Robert Elwyn (1953)
- Manicomio, co-regia di Fernando Fernán Gómez (1954)
- La estrella del rey, co-regia di Arduino Maiuri (1957)
- Gli italiani sono matti, co-regia di Duilio Coletti (1958)
- Macumba story (Diferente) (1961)
- Secuestro en la ciudad (1965)
- Mi marido y sus complejos (1969)
- Hamelín (1969)
- Mónica Stop (1969)
- Dele color al difunto (1970)
- La garbanza negra (La garbanza negra, que en paz descanse...) (1972)
- Aventura en las islas Cíes (1972)
- Guapo heredero busca esposa (1972)
- Un curita cañón (1974)
- Las obsesiones de Armando (1974)
- Onofre (1974)
- Cuando el cuerno suena (1975)
- Señoritas de uniforme (1976)
- Los hijos de... (1976)
- Cuando Conchita se escapa, no hay tocata (1976)
- Pepito piscina (1978)
- Suave, cariño, muy suave (1978)
- Hierba salvaje (1979)
- El alcalde y la política (1980)
- Mírame con ojos pornográficos (1980)
- El niño de su mamá (1980)
- ¿Dónde estará mi niño? (1981)
- Profesor eróticus (1981)
- La tía de Carlos (1982)
- Loca por el circo (1982)
- Chispita y sus gorilas (1982)
- Cuando Almanzor perdió el tambor (1984)
- Ni se te ocurra... (1991)

#### Televisione
- Cuentos y leyendas – serie TV, 1 episodio (1972)
- Viva la risa, co-regia di Fernando Esteso – film TV (1987)
- Las locas historias – film TV (1988)

### Sceneggiatore
- Tiempos felices, regia di Enrique Gómez (1950)
- Speed Driver, regia di Stelvio Massi (1980)
- Incubo sulla città contaminata, regia di Umberto Lenzi (1980)
- C'è un fantasma nel mio letto, regia di Claudio Giorgi (1981)